# Adam Coleman
Pour les articles homonymes, voir Coleman.

a Compétitions nationales et continentales officielles uniquement.

b Matchs officiels uniquement.
Dernière mise à jour le 16 mai 2025.
Adam Coleman, né le 7 octobre 1991 à Hobart (Australie), est un joueur international australien puis international tongien de rugby à XV évoluant au poste de deuxième ligne. Il mesure 2,07 m pour 122 kg.
Il remporte la Champions Cup avec l'Union Bordeaux Bègles en 2025.

## Biographie
Adam Coleman perd son père, l'ancien international tongien Pau'u Afeaki, à l'âge de 12 ans. Il est cousin de Inoke Afeaki, également international tongien, de Rodney Blake, international australien, et de Ben Afeaki, international néo-zélandais.
Adam Coleman obtient sa première sélection comme remplaçant le 25 juin 2016 face à l'équipe d'Angleterre. Il est titulaire pour son deuxième match le 27 août 2016 face à la Nouvelle-Zélande dans le cadre du Rugby Championship 2016.
Le 9 mai 2019, le club anglais des London Irish annonce l'arrivée d'Adam Coleman pour la saison 2019-2020 de Gallagher Premiership.
Bien qu'international australien, il est présélectionné avec l'équipe des Tonga pour préparer la Coupe du monde 2023 en vertu de ses origines tongiennes et d'un changement de règles de la part de World Rugby qui autorise les joueurs n'ayant plus été sélectionnés depuis trois ans avec leur équipe nationale de changer de nationalité sportive s'ils en ont la possibilité. En parallèle, il signe à l’Union Bordeaux Bègles à partir de la saison 2023-2024, il fait ses débuts avec le club dès la première journée du Top 14. Bien qu'il n'ait pas disputé une seule rencontre de préparation avec sa nouvelle sélection, il fait tout de même partie du groupe final des joueurs sélectionnés. Il connaît sa première cape avec les Tonga lors de la deuxième journée de la Coupe du monde face à l'Écosse en tant que remplaçant.
Le 28 juin 2024, il est titulaire en finale du Top 14, organisée exceptionnellement au Stade Vélodrome de Marseille, face au Stade toulousain. Les bordelais ne parviennent pas à inquiéter les toulousains et s'inclinent sur le large score de 59 à 3.
L'année suivante, le 24 mai 2025, il est titulaire en finale de la Champions Cup au Millennium Stadium de Cardiff face aux Northampton Saints. Les bordelo-bèglais s'imposent 28 à 20 face aux anglais et remportent ainsi le premier titre de l'histoire du club.

## Statistiques internationales

### En équipe d'Australie
Adam Coleman compte trente-huit capes en équipe d'Australie, dont trente-deux en tant que titulaire. Il inscrit quatre essais (20 points).
Il participe à quatre éditions du Rugby Championship, en 2016, 2017, 2018 et 2019. Il dispute seize rencontres dans cette compétition.
Il participe également à une édition de la Coupe du monde en 2019 où il dispute quatre rencontres.

### En équipe des Tonga
Au 27 juin 2024, Adam Coleman compte trois capes avec l'équipe des Tonga, dont 1 en tant que titulaire.

## Palmarès
- Vainqueur de la Champions Cup en 2025 avec l'Union Bordeaux Bègles.